# نابا د آربالو
نابا د آربالو دهستانی در استان آبیلای اسپانیا است.
در این دهستان ۹۹۱ نفر زندگی می‌کنند. مساحت این دهستان ۵۸٫۱۴ کیلومتر مربع است.